# Jean-Louis Rosier
Pour les articles homonymes, voir Rosier (homonymie).
Pas d'image ? Cliquez ici
Louis Rosier Jr., connu sous le nom Jean-Louis Rosier, né le 14 juin 1925 à Clermont-Ferrand et mort le 1er juillet 2011 dans la même ville, est un pilote automobile français. En 1950, il remporte les 24 Heures du Mans avec son père Louis Rosier au volant d'une Talbot-Lago T26 GS.

## Biographie
Il débute en course lors des 24 Heures du Mans 1949, et c'est l'année suivante qu'il gagne l'épreuve, en ne réalisant que deux tours de circuit alors que son père conduit durant 23 heures et 10 minutes.
Sa carrière en course s'étale entre 1948 et 1956.
Il meurt le 1er juillet 2011, à la suite d'un accident vasculaire cérébral. Il repose au cimetière d'Orcines.

## Résultats aux 24 Heures du Mans
| Année | Voiture                    | Équipe         | Équipiers          | Résultat  |
| ----- | -------------------------- | -------------- | ------------------ | --------- |
| 1949  | Talbot-Lago Spéciale       | Écurie Rosier  | Louis Rosier       | Abandon   |
| 1950  | Talbot-Lago T26 GS         | Écurie Rosier  | Louis Rosier       | Vainqueur |
| 1951  | Renault 4CV                | Team Renault   | Jean Estager       | Abandon   |
| 1953  | Renault 4CV                | R.N.U. Renault | Robert Schollemann | 23e       |
| 1954  | Talbot-Lago T26 Gran Sport | Écurie Rosier  | Pierre Meyrat      | Abandon   |